# شان لوک
شان لوک (انگلیسی: Sean Lake؛ زادهٔ ۶ دسامبر ۱۹۹۱) دوچرخه‌سوار اهل استرالیا است.